# Boris de Bulgarie
Titre
Prince héritier de Bulgarie
(revendiqué)
Depuis le 7 avril 2015
(9 ans, 11 mois et 2 jours)
Le prince Boris de Bulgarie ou Boris Sakskoburggotski (de son nom de naissance en espagnol Boris de Sajonia-Coburgo-Gotha y Ungría), prince de Tarnovo et duc de Saxe, né le 12 octobre 1997 à Madrid, est l'héritier du prétendant au trône bulgare. 
Fils aîné du prince Kardam, prince de Tarnovo, et petit-fils du roi Siméon II, il devient, à la mort de son père le 7 avril 2015, premier dans l'ordre de succession à l'ancien trône de Bulgarie.

## Titulature
- 12 octobre 1997 - 7 avril 2015 : Son Altesse Royale le prince Boris de Tarnovo, duc de Saxe (naissance) ;
- depuis le 7 avril 2015 : Son Altesse Royale le prince de Tarnovo, duc de Saxe.